# Casa Mañana
El Teatro Casa Mañana (en inglés: Casa Mañana Theatre) esta en Fort Worth, Texas,. Estados Unidos, está situado en el distrito cultural de Fort Worth. Originalmente un anfiteatro al aire libre, Casa abrió sus puertas en 1936 como parte de la celebración del centenario oficial Texas. Construido por el famoso productor de Broadway Billy Rose, la Casa Mañana original contó con el mayor escenario giratorio rodeado por un foso. Fuentes lanzaban agua a una pared, que actuaba como una cortina para el escenario. Combinado con un restaurante, el complejo tenía espacio para 4.000 personas para cenas y espectáculos. El teatro cerró después de una carrera de 100 días, y aunque se inició la apertura de nuevo al año siguiente por otros 100 días, los sobrecostos y la inminente amenaza de la Segunda Guerra Mundial le impidieron siempre mantenerse abierto.
El 5 de julio de 1958, una nueva Casa Mañana abre en la misma ubicación que la original, esta vez como un espacio completamente cerrado, con aire acondicionado, con cúpula, y con teatro todo el año.